# Военно-воздушные силы Португалии
Военно-воздушные силы Португалии (порт. Força Aerea Portuguesa) — один из видов вооружённых сил Португалии.
Началом истории португальских военно-воздушных сил считается создание в 1911 году аэростатной роты в составе армии. В качестве самостоятельного вида вооружённых сил ВВС Португалии были образованы 1 июля 1952 года. В 1960—1970-е годы они участвовали в Колониальной войне в Африке.

## Боевой состав
Военно-воздушное командование (Comando Aéreo) (Лиссабон)
- Командование военно-воздушной зоне Азорских островов (Comando da  Zona Aérea dos Açores (CZAA)) — Лажиш (BA5)
  - 4-я авиационная база (Base Aérea N.º 4 (BA4)) (Ilha Terceira, Açores)
    - Передовой авиаотряд Азоров 502-й Эскадры (Destacamento Aéreo dos Açores - C295M (DAA-C295M)) — C-295M/MPA
    - Передовой авиаотряд Азоров 751-й Эскадры (Destacamento Aéreo dos Açores - EH101 (DAA-EH101)) — EH101
- континентальная Португалия
  - 1-я авиационная база (Base Aérea N.º 1 (BA1)) — Синтра
    - 101-я авиационная эскадрилья «Ворчуны» (Esquadra 101 «Roncos») — TB 30
    - Академия ВВС (Academia da Força Aérea (AFA))
      - 802-я авиационная эскадрилья «Орлы» (Esquadra 802 «Águias») — DHC-1 Chipmunk Mk. 20, ASK-21, L-23 Super Blanik

    - Музей авиации (Museu do Ar)

  - 5-я авиационная база (Base Aérea N.º 5 (BA5)) — (Монте-Реал)
    - 201-я авиационная эскадрилья «Ястребы» (Esquadra 201 «Falcões») — F-16AM/BM
    - 301-я авиационная эскадрилья «Ягуары» (Esquadra 301 «Jaguares») — F-16AM/BM

  - 6-я авиационная база (Base Aérea N.º 6 (BA6)) — Монтижу
    - 501-я авиационная эскадрилья «Бизоны» (Esquadra 501 «Bisontes») — C-130H/H-30
    - 502-я авиационная эскадрилья «Слоны» (Esquadra 502 «Elefantes») — C-295M/MPA
    - 751-я авиационная эскадрилья «Пумы» (Esquadra 751 «Pumas») — EH101
    - Учебный центр по выживанию ВВС (Centro de treino de sobrevivência da força aérea)
    - (Эскадрилья военно-морских вертолётов (Esquadrilha de Helicópteros da Marinha (EsqHEL)) — Sea Lynx Mk.95, военно-морская авиация в составе ВМС)

  - 11-я авиационная база (Base Aérea N.º 11 (BA11)) — Бежа
    - 601-я авиационная эскадрилья «Волки» (Esquadra 601 «Lobos») — P-3C CUP+
    - 552-я авиационная эскадрилья «Mоскиты» (Esquadra 552 «Zangões») — Alouette III, замена на AW119Kx в ходе
    - (103-я авиационная эскадрилья «Улитки» (Esquadra 103 «Caracóis») — самолёты Alpha Jet A сняты с вооружения, эскадрилья временно расформирована)

  - 1-й аэродром транзита (Aeródromo de Trânsito N.º 1 (AT1)) — Лиссабон-Портела
    - 504-я авиационная эскадрилья «Рыси» (Esquadra 504 «Linces») — Falcon 50, эскадрилья правительственного авиатранспорта, входит в составе 6-й авиабазы Монтижу

  - 1-й аэродром манёвра (Aeródromo de Manobra N.º 1 (AM1)) — Маседа (Овар)
    - Учебный центр служебного собаководства ВВС (Centro de treino cinotécnico da Força Aérea)

  - 3-й аэродром манёвра (Aeródromo de Manobra N.º 3 (AM3)) — Порту-Санту
    - Передовой авиаотряд Мадейры 502-й Эскадры (Destacamento Aéreo da Madeira - C295M (DAМ-C295M)) — C-295M/MPA
    - Передовой авиаотряд Мадейры 751-й Эскадры (Destacamento Aéreo da Madeira - EH101 (DAМ-EH101)) — EH101

  - Огневой полигон Алкошети (Campo de Tiro de Alcochete (CTA)) — Алкошети
    - Экспедиционный отряд тактических операциях (Núcleo de Operações Táticas de Projeção (NOTP)) — спецназ ВВС
    - Отряд обороны ВВС (Núcleo de Protecção da Força (NPF)) — военная полиция ВВС (Polícia Aérea)

  - Военный комплекс Алверка (Complexo Militar de Alverca (CMA)) (Алверка-ду-Рибатежу)
    - Главное депо ВВС (Deposito Geral de Material de Forca Aerea (DGMFA))
    - Государственное авиаремонтное предприятие OGMA (Oficinas Gerais de Material Aeronautico (OGMA))

  - 1-я радиолокационная станция (Estação de Radar Nº 1 (ER1)) — Моншики
  - 2-я радиолокационная станция (Estação de Radar Nº 2 (ER2)) — Пасуш-ди-Феррейра
  - 3-я радиолокационная станция (Estação de Radar Nº 3 (ER3)) — гора Монтежунту, к северу от Лиссабона
  - 4-я радиолокационная станция (Estação de Radar Nº 4 (ER4)) — гора Пику-ду-Ариейру, Мадейра

## Вооружение и военная техника
Данные о технике и вооружении ВВС Португалии взяты со страницы журнала Aviation Week & Space Technology и из Military Balance 2011.
| Тип                                 | Производство          | Назначение                                         | Количество | Примечания | Изображение |
| Самолёты                            | Самолёты              | Самолёты                                           | Самолёты   | Самолёты | Самолёты    |
| ----------------------------------- | --------------------- | -------------------------------------------------- | ---------- | --- | ----------- |
| Lockheed F-16A Lockheed F-16B       | США                   | Многоцелевой истребитель Учебно-боевой истребитель | 27 3       | В 1994 году по программе Peace Atlantis I, в США было заказано 17 F-16A Block 15ОCU и 4 F-16B Block 15ОCU, новой постройки. В 1999 году программе Peace Atlantis II, было заказано 21 F-16A Block 15 и 3 F-16B Block 15ОCU, из состава ВВС национальной гвардии США. 40 F-16 было модернизированы по программе MLU, в F-16AM и F-16BM. В 2008 году один модернизированный самолёт был потерян. В 2013 году был подписан контракт на продажу в Румынию 12 истребителей, с началом поставок в 2016 году. Из которых 6 F-16AM и 3 F-16BM — сняты с вооружения португальских ВВС. А оставшиеся 3 F-16A, будут специально куплены Португалией по программе Excess Defense Article, с хранения ВВС США, и модернизированы по программе MLU, в F-16AM. |             |
| Dassault-Breguet/Dornier Alphajet A | Франция Германия      | Лёгкий штурмовик и учебно-тренировочный            | 25         | |             |
| Socata TB 30 Epsilon                | Франция               | Учебно-тренировочный                               | 16         | |             |
| Dassault Aviation Falcon 50         | Франция               | административный                                   | 3          | |             |
| CASA C-212A CASA C-212B             | Испания               | военно-транспортный фоторазведки                   | 24 2       | CASA C-212A различных модификаций |             |
| CASA C-295                          | Испания               | военно-транспортный                                | 12         | |             |
| Lockheed C-130H Lockheed C-130H-30  | США                   | военно-транспортный                                | 3 3        | |             |
| FTB-337G                            | США                   | Лёгкий ударный самолёт целеуказания                | 12         | |             |
| Lockheed P-3C Lockheed P-3P         | США                   | береговой патрульный самолёт                       | 2 4        | |             |
| Вертолёты                           |                       |                                                    |            | |             |
| Aérospatiale SA.316B                | Франция               | Многоцелевой вертолёт                              | 18         | |             |
| Sud-Aviation SA.330C                | Франция               | транспортный вертолёт                              | 4          | |             |
| AgustaWestland EH101                | Италия Великобритания | транспортный вертолёт                              | 12         | |             |

## Опознавательные знаки

Опознавательный знак ВВС Португалии
Вариант с пониженной видимостью

## Знаки различия

### Генералы и офицеры
| Категории               | Генералы                    | Генералы      | Генералы          | Генералы          | Генералы           | Старшие офицеры | Старшие офицеры | Старшие офицеры | Младшие офицеры | Младшие офицеры   | Младшие офицеры | Младшие офицеры     |
| ----------------------- | --------------------------- | ------------- | ----------------- | ----------------- | ------------------ | --------------- | --------------- | --------------- | --------------- | ----------------- | --------------- | ------------------- |
|                         |                             |               |                   |                   |                    |                 |                 |                 |                 |                   |                 |                     |
| Португальское звание    | Marechal da força aérea     | General       | Tenente-general   | Major-general     | Brigadeiro-general | Coronel         | Tenente-coronel | Major           | Capitão         | Tenente           | Alferes         | Aspirante-a-oficial |
| Российское соответствие | Маршал Российской Федерации | Генерал армии | Генерал-полковник | Генерал-лейтенант | Генерал-майор      | Полковник       | Подполковник    | Майор           | Капитан         | Старший лейтенант | Лейтенант       | Младший лейтенант   |

### Сержанты и солдаты
| Категории               | Подофицеры   | Подофицеры        | Подофицеры        | Сержанты и старшины | Сержанты и старшины | Сержанты и старшины | Сержанты и старшины | Сержанты и старшины | Солдаты         | Солдаты       | Солдаты      | Солдаты | Солдаты |
| ----------------------- | ------------ | ----------------- | ----------------- | ------------------- | ------------------- | ------------------- | ------------------- | ------------------- | --------------- | ------------- | ------------ | ------- | ------- |
|                         |              |                   |                   |                     |                     |                     |                     |                     |                 |               |              |         |         |
| Португальское звание    | Sargento-mor | Sargento-chefe    | Sargento-ajudante | Primeiro-sargento   | Segundo-sargento    | Furriel             | Segundo-furriel     | Cabo de secção      | Cabo-adjunto    | Primeiro-cabo | Segundo-cabo | Soldado |         |
| Российское соответствие | нет          | Старший прапорщик | Прапорщик         | нет                 | Старшина            | нет                 | Старший сержант     | Сержант             | Младший сержант | Ефрейтор      | нет          | Рядовой |         |